# Das Grauen auf Black Torment
Das Grauen auf Black Torment (Originaltitel: The Black Torment) ist ein britischer Gothic-Horrorfilm aus dem Jahre 1964, der von Tony Tenser und Michael Klinger produziert wurde. Der Film spielt gegen Ende des 18. Jahrhunderts. Regie führte Robert Hartford-Davis, das Drehbuch schrieben Derek und Donald Ford und in den Hauptrollen sind John Turner und Heather Sears zu sehen. Seiner Zeit wurde der Film stark kritisiert und floppte deswegen an den Kinokassen.

## Handlung
Eine junge Frau, Lucy Judd, läuft, offensichtlich völlig verängstigt, nachts durch den Wald. Sie wird von einer Gestalt in Schwarz verfolgt, die sie schließlich einholt und erwürgt.
In der nächsten Szene ist es Tag. Sir Richard Fordyke fährt in einer Kutsche zusammen mit seiner Frau Lady Elizabeth zu seinem Landsitz Schloss Fordyke. Das frisch verheiratete Paar kommt gerade aus London. Lady Elizabeth ist sehr nervös, da Richard sie seinem Vater, Sir Giles Fordyke vorstellen will und sie hofft, dass sie einen guten Eindruck machen werde. Richard versichert ihr, dass Sir Giles sie genauso lieben wird, wie er, aber auch, dass er nach einem Schlaganfall im Rollstuhl sitzt und stumm ist und darum durch Zeichensprache kommuniziert. Diese Zeichensprache versteht jedoch nur Diane, die Schwester von Richards erster Ehefrau Anne, welche für Sir Giles stets übersetzt. Als er im Dorf ankommt, wird Richard vom Schmied sehr unfreundlich empfangen und respektlos behandelt. Richard beschwert sich darüber. Richards Kutscher Tom geht zum Schmied und fragt diesen, was während Richards Abwesenheit passiert sei. Der Schmied antwortet, dass einige glauben, dass Richard nie weg war und erzählt ihm davon, dass Lucy Judd vergewaltigt und ermordet wurde und sie vor ihrem Tod laut Richards Namen geschrien habe.
Schließlich kommen Richard und Elizabeth in der Empfangshalle von Schloss Fordyke an. Dort werden sie von Richards gutem Freund Seymour und mehreren Dienern und Hausmädchen empfangen. Sir Elizabeth kann einen guten Eindruck bei Sir Giles machen, was dieser ihr mittels Zeichensprache klarmacht. Seymour ist gegenüber Richard ebenfalls zurückhaltend und nervös. Nachdem die Begrüßungszeremonie vorbei ist und Elizabeth mit ihren Mädchen nach oben gegangen ist, spricht Richard Seymour auf sein Verhalten an. Seymour erzählt Richard von Lucys Tod und ihren letzten Worten. Er sagt auch, dass ihn mehrere Dorfbewohner gesehen haben sollen, wie er nachts durch den Wald geritten sei und von einer Frau verfolgt wurde, die laut „Mörder!“ gerufen haben soll.
Elizabeth macht inzwischen mit ihren Hausmädchen Mary und Kate Bekanntschaft. Mary erzählt ihr, dass sie bald ihren Verlobten Brian, welcher beim Schmied angestellt ist, heiraten werde, sobald er bei Sir Richard um eine Heiratserlaubnis gebeten hat. Sir Richard kommt in den Raum und sagt, dass er mit seiner Frau allein sein wolle. Am nächsten Tag essen Richard und Elizabeth zusammen mit Sir Giles, Seymour und Diane. Auf dem Tisch finden sie einen Zettel, auf dem etwas auf Latein steht. Sir Richard, welcher Latein beherrscht, soll ihn übersetzen. Als er ihn liest, geht er jedoch entsetzt aus dem Raum. Diane liest den Zettel ebenfalls und erkennt, dass darauf nur der Wahlspruch des Hauses steht. Elizabeth geht zu Richard und fragt ihn, wieso ihn dieser Zettel so entsetzt hat. Richard erzählt ihr, dass seine erste Ehefrau Anne sich wegen des Wahlspruchs von Fordyke das Leben genommen habe. Sir Giles wollte nämlich unbedingt einen Nachfolger für Sir Richard, was nicht möglich war, weil Anne unfruchtbar war. Sie verfiel dem Wahnsinn und glaubte, dass Sir Giles und Richard sie hassen würde und da überall der Wahlspruch zu lesen war, welcher besagt, dass das Hause Fordyke niemals untergehen wird, stürzte sie schließlich aus einem Fenster. Richard zeigt Elizabeth Annes Bild in der Ahnengalerie des Hauses. Elizabeth stellt dabei fest, dass alle Fordykes vor Richard Giles hießen. Elizabeth fragt sich, wieso Richard so heißt. Richard sagt, dass ihn das selbst wundere, weil sein Vater Sir Giles eigentlich immer sehr an Traditionen festgehalten habe.
In der Nacht werden Richard und Elizabeth von einem klappernden Fenster geweckt. Richard steht auf, um das Fenster zu schließen und stellt dabei fest, dass es dasselbe Fenster ist, aus dem sich Anne gestürzt hat. Er sieht nach draußen in den Garten, wo plötzlich eine Frau in Weiß steht, welche Richard als Anne erkennt. Als er ein zweites Mal nach unten sieht, ist Anne verschwunden. Er geht zum Fenster, um es zu schließen. Dort begegnet er einem seiner Diener, der ihm sagt, dass das Fenster bereits klappere, seit er nach London gereist ist und Richard sagt dem Diener, dass er das Fenster mit einem Gitter verschließen solle.
In derselben Nacht trifft sich Mary mit ihrem Verlobten Brian im Pferdestall von Fordyke. Sie bittet ihn Sir Richard endlich um eine Heiratserlaubnis zu bitten und er verspricht ihr, dass er dies am nächsten Tag tun werde. Als Brian gegangen ist, bemerkt Mary plötzlich, dass ein Mann im Stall steht. Der Mann tötet sie auf dieselbe Weise wie Lucy.
Am nächsten Tag will Richard zusammen mit Elizabeth ausreiten. Er verlangt dabei seinen Hengst Prinz. Ihm wird jedoch gesagt, dass Prinz nicht zur Verfügung stehe, da er letzte Nacht von einer unbekannten Lady geritten wurde. Richard ist aufgebracht darüber. Plötzlich kommt ein Mann zu ihm, der ihm den Damensattel bringt, den er bestellt hat. Richard hat jedoch keinen Sattel bestellt und weist den Mann zurück. Der Mann erzählt Richard, dass er persönlich den Sattel bestellt habe. Erst ist Richard aufgebracht, sieht aber dann, von welch guter Qualität der Sattel ist. Er nimmt ihn an und zeigt ihn seiner Frau. Diese erschrickt plötzlich und schlägt Richard aus Versehen mit der Peitsche. Richard sieht, dass auf den Sattel der Name Anne gestickt wurde. Richard ist außer sich und tobt vor Wut. Zu allem Übel kommt auch noch der wütende Brian ins Schloss, welcher Richard Rache schwört, da er seine Verlobte Mary umgebracht haben soll.
In der Nacht streitet sich Richard mit Elizabeth, weil sie ihn gepeitscht hat und, weil er denkt, dass sie auf Prinz geritten ist. Er geht schließlich aus dem Zimmer und zum mittlerweile vergitterten Fenster aus dem Anne gesprungen ist. Er sieht nach draußen und Anne erscheint ihm schon wieder. Er geht nach draußen und geht Anne nach. plötzlich ist sie verschwunden. Er sieht seinen weißen Hengst Prinz, welcher sehr aufgeregt ist. Richard steigt auf das Pferd auf, welches im plötzlich durchgeht und wie verrückt durch den wald reitet. Anne reitet ihm plötzlich hinterher und ruft mehrere Male „Mörder!“ Er wird schließlich von seinen eigenen Soldaten vom Pferd geholt und gefangen genommen, welche ihn anscheinend schon öfters nachts durch den Wald reiten sahen. Sie bringen ihn zu ihrem Hauptmann, welcher befiehlt Richard freizulassen. Prinz ist plötzlich verschwunden, darum nimmt er sich ein Pferd vom Hauptmann.
Er kommt völlig verstört zu Elizabeth zurück, welche sauer auf ihn ist. Sie sagt ihm, er sei nur fünf Minuten weg gewesen. Richard erzählt ihr, was er erlebt hat und, dass er mindestens eine Stunde weg gewesen sei. Elizabeth glaubt ihm nicht. Plötzlich hören sie einen lauten Knall. Richard geht nach draußen. Annes Fenster ist samt Gitter eingeschlagen worden. Elizabeth erkennt, dass Richard völlig fertig ist und tröstet ihn.
Am nächsten Tag bittet Seymour Elizabeth zu sich. Er erzählt ihr, dass er eine Erklärung für Richards merkwürdiges Verhalten habe. Richards Großvater sei ein sehr grausamer Mann gewesen, da er schizophren war. Er glaubt, dass diese Krankheit an Richard vererbt wurde. Elizabeth will dies jedoch nicht glauben. Am selben Tag will Richard mit der Kutsche ausreiten. Er reitet davon, ohne dass er sich von Elizabeth verabschiedet. Elizabeth und Diane gehen ins Schloss, wo plötzlich Sir Giles Rollstuhl die Treppe hinunterrollt. Elizabeth bemerkt, dass ein Diener mit einem Mann redet, der sich wie Richard anhört. Der Diener sagt, dass Richard in der Bibliothek sei und er sich soeben mit ihm unterhalten habe. Elizabeth und Diane sagen dem Diener, dass dies unmöglich sei, weil Richard gerade eben weggefahren ist. Der Diener befiehlt anderen Dienern Richard sofort zurückzuholen, worauf sich diese auf den Weg machen. Die Tür zur Bibliothek ist plötzlich verrammelt und Richard ruft von drinnen, dass er nicht gestört werden will. Plötzlich taucht Richard hinter ihnen auf und sagt ihnen, dass er wieder zurück geritten sei, weil die Diener ihn aufgehalten haben. Sie erklären Richard die Lage und brechen die Tür zur Bibliothek auf. Als sie das geschafft haben, stößt Elizabeth einen lauten Schrei aus, denn in der Bibliothek ist nicht Richard, sondern Sir Giles, welcher an einem Kronleuchter erhängt wurde.
Nach der Beerdigung von Sir Giles wird ein Essen veranstaltet. Als Richard von seinem Wein trinkt, wird ihm schlecht und schwindelig, da ihn jemand vergiftet hat. Richard wird ins Bett gebracht. Seine Diener lassen ihn alle allein. Anne erscheint ihm plötzlich. Sie sagt ihm, dass er ihr folgen solle, was er tut. Sie bringt ihn zu einem Mann, welcher in Sir Giles Rollstuhl sitzt und ein Tuch vor dem Gesicht hat. Richard reißt das Tuch weg und muss schockiert feststellen, dass darunter sein eigenes Gesicht ist. Elizabeth hört Richard schreien und ruft Seymour, der mit ihr nach oben gehen soll. Seymour verschwindet jedoch plötzlich. Elizabeth geht nach oben, wo sie auf Richard trifft. Plötzlich taucht Anne auf und Richard versucht Elizabeth zu erwürgen sie flieht vor ihm. Als sie auf der Treppe sind, legt Richard seine Hände um ihren Hals. Sie schießt ihm jedoch ins Gesicht, wodurch er stirbt. Plötzlich taucht der richtige Richard auf. „Anne“ gibt sich als Diane zu erkennen. Sie rennt weg, wird aber von Seymour aufgehalten, wobei sie direkt in sein Schwert läuft. Sie ist jedoch noch nicht tot und erzählt Richard, dass der andere Richard in Wirklichkeit sein geisteskranker Zwillingsbruder war, von dem Richard nichts wusste und dieser die Morde begangen hat. Diane hat ihn dazu benutzt um Richard in den Wahnsinn zu treiben und sich als Anne verkleidet, weil sie denkt, dass Richard für Annes Tod verantwortlich ist. Sie sagt, dass sie sich an ihm rächen wollte, weil er Annes ganzes Vermögen nach ihrem Tod erhalten hat. Richard sagt ihr aber, dass Anne arm war und dies geheim halten wollte. Diane ist entsetzt. Sie erzählt Richard, dass Seymour ihr Bruder sei und warnt Richard vor Seymour, bevor sie schließlich stirbt. Seymour greift Richard darauf an und sagt, dass er der rechtmäßige Besitzer von Schloss Fordyke sei. Nach einem packenden Schwertkampf zwischen Richard und Seymour kann Richard Seymour schließlich mit einer Lanze aufspießen. Seymour fällt aus dem Fenster, aus dem Anne sich gestürzt hat.
In der letzten Szene entschuldigt sich Elizabeth bei Richard, weil sie seinen Bruder im Glauben er wäre er erschossen hat. Richard aber verzeiht ihr.

## Hintergrund
Kinostart
Das Grauen auf Black Torment lief 1964 in den britischen Kinos aufgrund schlechter Kritiken nur schleppend an. Die Times bezeichnete den Film als „Stillos“ und die Sunday Times als „Unfreiwillig komisch“. In den USA lief er 1965 unter dem Titel Estate of Insanity. Wegen der schlechten Kritik kam er in Deutschland erst im Jahre 1969 in die Kinos. Für die deutsche Fassung wurde ein neuer Vorspann angefertigt, der den Film interessanter machen sollte. Durch Veröffentlichungen auf VHS konnte später ein kleiner Gewinn gemacht werden.
Veröffentlichungen
Nachdem der Film 1969 im Kino lief, wurde er von den Labeln Wonderworld und Intercontinental Home Entertainment unter dem Titel Man stirbt nur zweimal auf VHS veröffentlicht. Am 18. September 2008 wurde er von dem Label E-M-S im Rahmen der Der Phantastische Film-Reihe unter dem Titel Das Grauen auf Black Torment auf DVD veröffentlicht.

## Kritik
Das Grauen auf Black Torment wird von den Kritikern zwiespältig beurteilt. Keith Topping hat ihn in seinem Buch A Vault of Horror in die Liste der 80 größten britischen Horrorfilme aufgenommen und urteilte über den Film: „Ein halbwegs gelungenes Kostümdrama mit verschwenderischer Ausstattung und vielen guten Schauspielern, die trotz des unausgegorenen Drehbuchs ihr Bestes geben.“ Der Time Out Film Guide lobte die „Atmosphärische Gestaltung“ und das Filmlexikon Uneasy Dreams die „Saubere Montage“ des Films. John Hamilton schrieb eine Biografie über Tony Tenser mit dem Titel Beasts in the Cellar, dass Das Grauen auf Black Torment ein „Durchgehend unterhaltsamer Film“ sei und es sei „Eine Schande, dass Compton sich an keinem weiteren ‘Gothic Horror’ mehr versuchte.“

„Auf Grund des einfallsarmen Drehbuchs eine nur mäßig spannende Mischung aus Grusel- und Kriminalfilm in historischer Kostümierung.“

„Wie ähnliche Genrebeiträge dieser Zeit im 18. Jahrhundert angesiedelt, kann der Film trotz des bescheidenen Budgets mit ansprechender Ausstattung aufwarten und bietet nach kontinuierlicher Spannungssteigerung als Finale einen aufregenden Schwertkampf. Die teilweise aus Hammer-Produktionen bekannten Darsteller neigen mitunter zur Übertreibung, allen voran Hauptdarsteller John Turner.“

„Der sauber und nicht ohne äußere Spannung, aber auch nicht ohne allzu derbe Effekte gedrehte Streifen ist nur den Freunden der Gattung Horror-Film zu empfehlen.“